# Белес – Тайпак
Белес — Тайпак — газопровід на заході Казахстану.
Із розпадом СРСР нові держави почали оптимізувати використання елементів газотранспортної системи, що опинились на їх теренах. Зокрема, у Західно-Казахстанській області сполучили два газотранспортні коридори:
- Оренбург — Новопсков/«Союз», який проходить через найпівнічнішу частину області з містом Орал та транспортує ресурс із російського Оренбурзького газопереробного заводу, на якому, зокрема, провадиться підготовка основної частини продукції казахського Карачаганакського родовища;
- Центральна Азія — Центр, що здійснює транзит ресурсу туркменського та/або узбецького походження до Росії, але також забезпечує доступ до казахського ресурсу з родовищ Тенгіз (найбільший продуцент блакитного палива у Казахстані) та Кашаган (з другої половини 2010-х).    
Для сполучення зазначених коридорів у 1994-му конвертували в газопровід частину колишнього нафтопроводу діаметром 1200 мм Гур'єв — Куйбишев (Атирау — Самара), введеного в експлуатацію у 1970 році. Оскільки засоби електрохімічного захисту запрацювали на трубопроводі в повному обсязі лише в 1980-му, його стан стрімко погіршився і вже з 1972-го почались аварії. Як наслідок, уже в 1980-му нафтопровід вивели з експлуатації, а в період 1982—1988 років використовували для перекачування технічної води.
Конвертована в газопровід ділянка має довжину близько двох з половиною сотень кілометрів і перетинається з трасою Оренбург — Новопсков/«Союз» у районі Белес (раніше Розтоши) та з трасою Центральна Азія — Центр у районі Тайпак (за десяток кілометрів на захід від компресорної станції Індер).  
Газопровід Белес — Тайпак забезпечує можливість маневру ресурсом на випадок нештатних ситуацій. Так, коли в лютому 2021-го на території Оренбурзької області Росії стався вибух на газопроводі «Союз», що припинило надходження карачаганакського газу по ньому та Оренбург — Новопсков, ділянку Белес — Тайпак терміново реверсували й вона почала подавати в район міста Орал ресурс із системи Центральна Азія — Центр. Також газопровід Белес — Тайпак забезпечує блакитним паливом мешканців кількох десятків поселень Західно-Казахстанської області.
Через поганий технічний стан трубопроводу в 2010-х роках почали процес його поетапної заміни на трубопровід із поліетиленових труб діаметром 500 мм. Станом на 2022 рік замінено 28,5 км траси і планувалось замінити ще 5,5 км.